# Depot von Suché Vrbné
Das Depot von Suché Vrbné (auch Hortfund von Suché Vrbné) ist ein Depotfund der frühbronzezeitlichen Aunjetitzer Kultur aus Suché Vrbné, einem Stadtteil von Budweis im Jihočeský kraj, Tschechien. Es datiert in die Zeit zwischen 2000 und 1800 v. Chr. Das Depot befindet sich heute im Südböhmischen Museum in Budweis.

## Fundgeschichte
Das Depot wurde im Juni 1908  bei Aushubarbeiten nahe der Straße Dobrovodská in einer Tiefe von 60 cm gefunden. Aus dem Stadtgebiet von Budweis sind noch drei weitere Depots der Aunjetitzer Kultur bekannt: das Depot von Budweis, das Depot von Mladé und das Depot von Nové Vráto.

## Zusammensetzung
Das Depot besteht aus 49 bronzenen Ösenhalsringen und fünf Bruchstücken von weiteren Ringen. Ihre Oberflächen weisen feine Facetten auf. Die Enden sind verjüngt und bei vielen Exemplaren abgebrochen. Der kleinste Ring hat eine Länge von 150 mm und eine Breite von 130 mm, der größte eine Länge von 180 mm und eine Breite von 144 mm. Bei elf Exemplaren liegt das Gewicht zwischen 180 g und 189 g. Das Gesamtgewicht der Ringe beträgt 8,67 kg. Die Ringe wurden zusammen mit einer (offenbar nicht aufgehobenen) Keramikscherbe gefunden. Eventuell waren sie ursprünglich in einem Gefäß niedergelegt worden.